# キーホルダー
キーホルダー（英語:key holder、 keyring、keychain）は、鍵を一つにまとめて束ねておくための道具。複数の鍵をまとめることで、携帯しやすくなり、紛失しにくくなる。

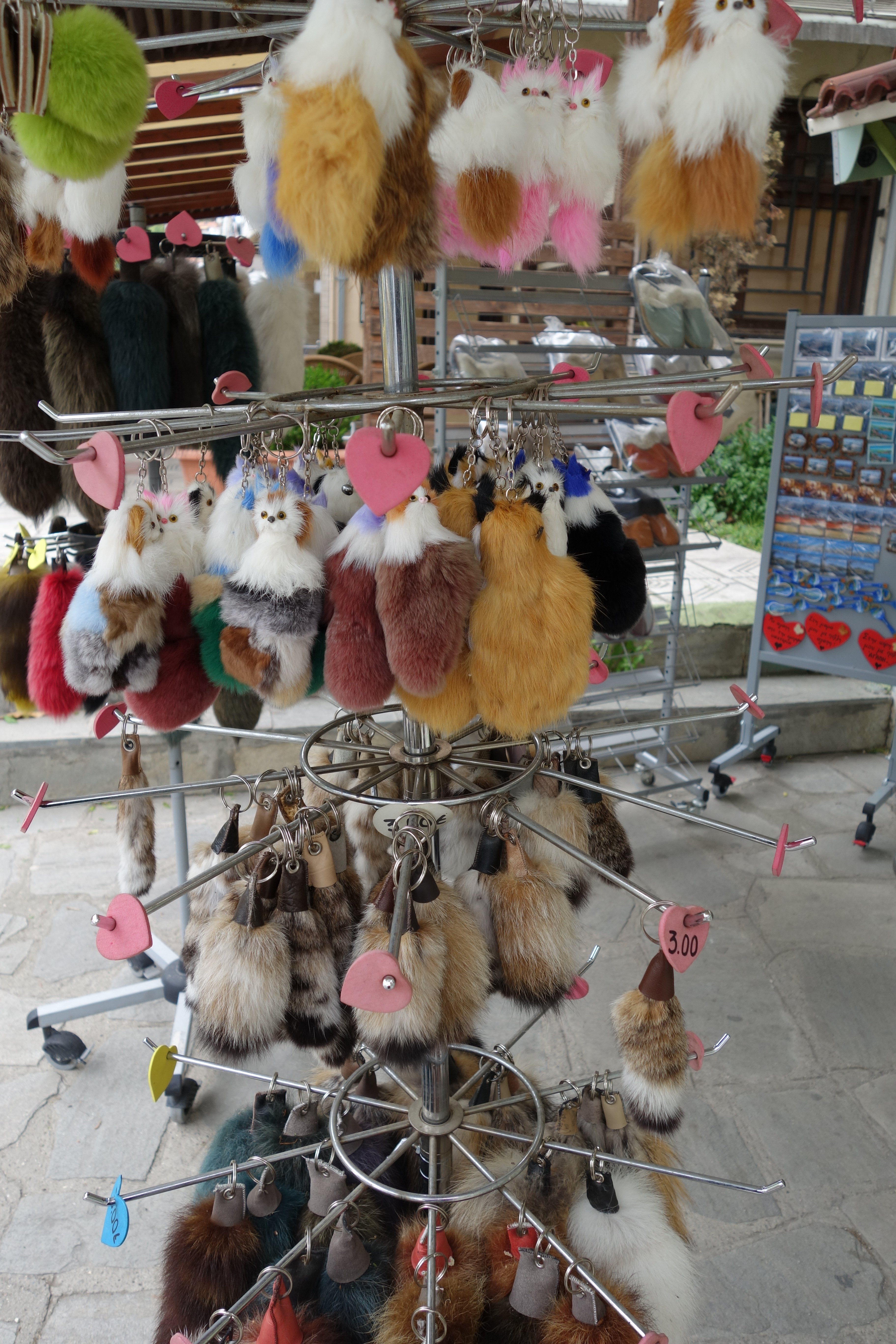
ファーキーホルダー

## 種類・意匠
キーホルダーは、一つないし複数の鍵を紛失しないように携帯するための道具であるが、こと財布などのように日常的に持って歩くことを主眼とした製品が多く出回っている。これは建物より外に出る際に、建物の内と外を隔てる扉に外部から施錠し、この鍵を外出中は携帯し続ける必要があるためである。
今日広く用いられているのは、キーリングと呼ばれる鍵の着脱が可能なように切れ込みの入った金属製の小環に複数の鍵をぶらさげて使用するタイプで、構造も簡単である。普通、キーリングには持ち手が付されており、掴みやすくするほか何の鍵であるかや誰の所有物であるかなどの識別を容易にする機能がある。
持ち手には様々な意匠が凝らされ、デザインは多様である。例として、何らかのシンボルやロゴが入ったプレート状のもの、キャラクターその他を模った立体的なものなど。安価で嵩張らないため、土産物・記念品・ノベルティとしても人気である。
なお鍵によってはその性質上において、外部との衝突や外圧によって変形してしまった場合に、鍵としての機能を果たさなくなるなどの問題も発生しうる。このためキーホルダーでも、鍵を保護するための袋ないし箱状の容器としての機能を備え、鍵を保護するものもあり、ルイ・ヴィトンでキーホルダー（key holder）と言えば革製のキーケースを指す。
また不用意に落としたり盗まれたりしても、それを得た側が悪用できないように工夫されているものもみられる。
意匠性を重視したものではアクセサリーとしての側面もあり、ことマスコットが取り付けられたキーホルダーを、キーホルダーとしてではなくマスコットグッズとしてストラップなどの飾りに利用する様式も見られる。
また、カバンやリュックへの飾りに利用する様式も見られる。

## キーホルダーと機能
キーホルダーでも単純なものでは、単に鍵を保持するためだけの機能しか持たない。そのような単純な製品は、それ自体が主体ではなく鍵の付属品であったり、あるいは前述のノベルティあるいは粗品など広告のために無償で配布されるような物品にも見られる。単なる紐や針金でも、鍵を束ねて利用していれば、それは実質キーホルダーである。
ただしよく持ち歩く物品であることから、これにほかの機能を付け足す（多機能化）という考えは広く存在し、この中には電子的な通信機を内蔵して遠隔操作を可能とするスマートエントリーなどの機能を付与したものも見られるが、これはむしろ鍵の一部である。こういった多機能化の方向性では、前述のマスコットなどは愛玩対象など他愛もない機能を付与したものであり、このほかにもナイフや懐中電灯、鏡・工具といった機能をもつものも見られる。
反射材や、畜光材のチャームが付いたキーホルダーもあり、交通安全グッズとしても利用されている。
また持ち歩くということは失くしてしまい易いという面もあり、この捜索を容易にするために口笛の音に反応して音を出すような製品も見られる。また、プレジャーボートの鍵のように水辺で使うことを前提としたものには、浮きとしての機能を持つ（鍵束が付いた程度では絶対に沈まない）キーホルダーも利用される。比較的よく見られる製品では、ベルトなどに紐やリールなどで一端を固定し、より落としにくくしたものも販売・流通している。
各観光地や劇場、駅、ドライブインなどでその当地の名前などを記し、イラストや彫り物で立体的に表現したキーホルダーが出回ってはいるが、近年はキーホルダー自体の需要の少なさや、製造工程における金型のコスト面の問題、さらに同じキーホルダーでもキャラクターに名所、名産を絡ませたもの（キティちゃんや加トちゃん、ONE PIECEの各ご当地シリーズなど）に取って代わっている感があり、旧態依然のモデルのものは淘汰されつつある。

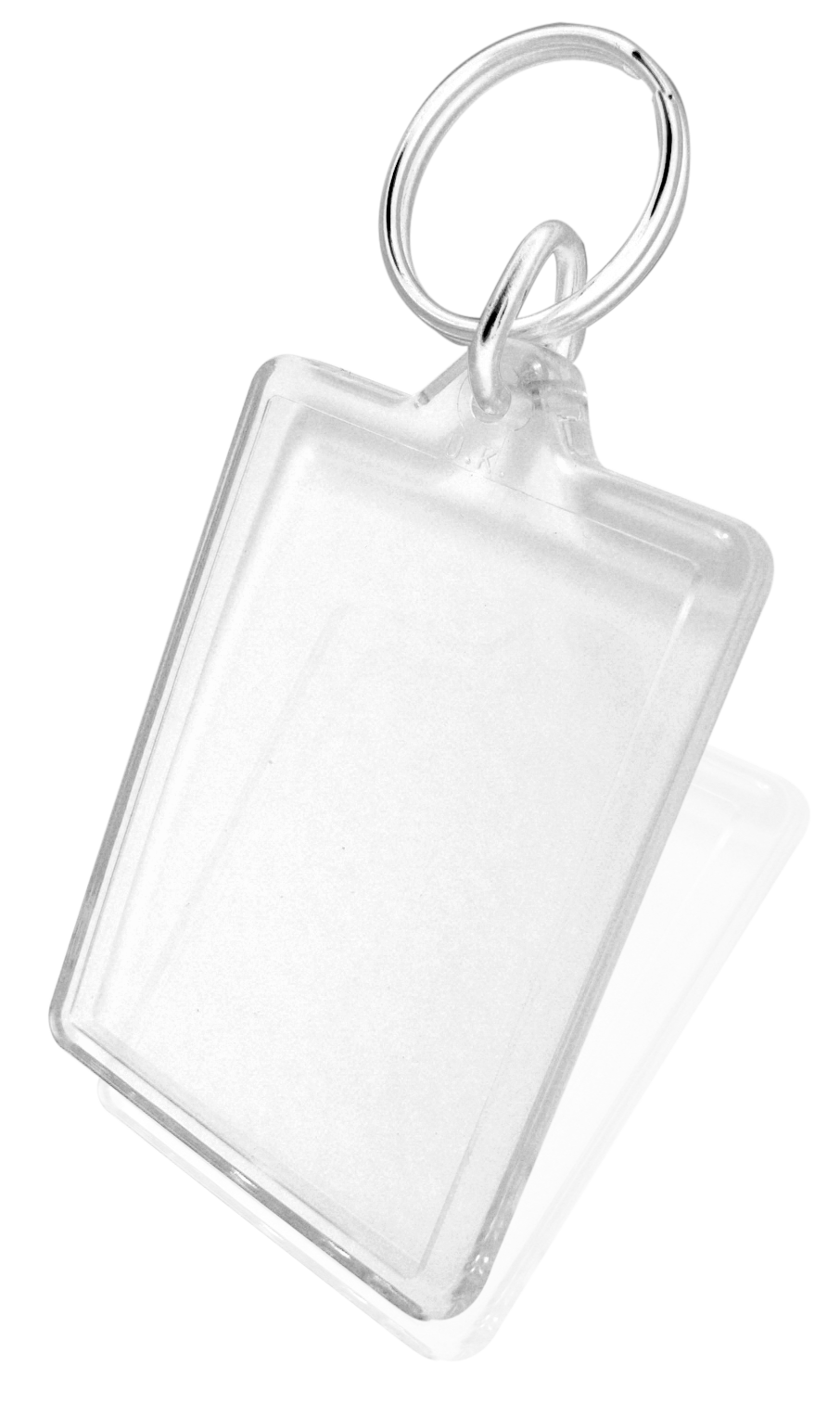
プレート状のプラスチック製キーホルダー
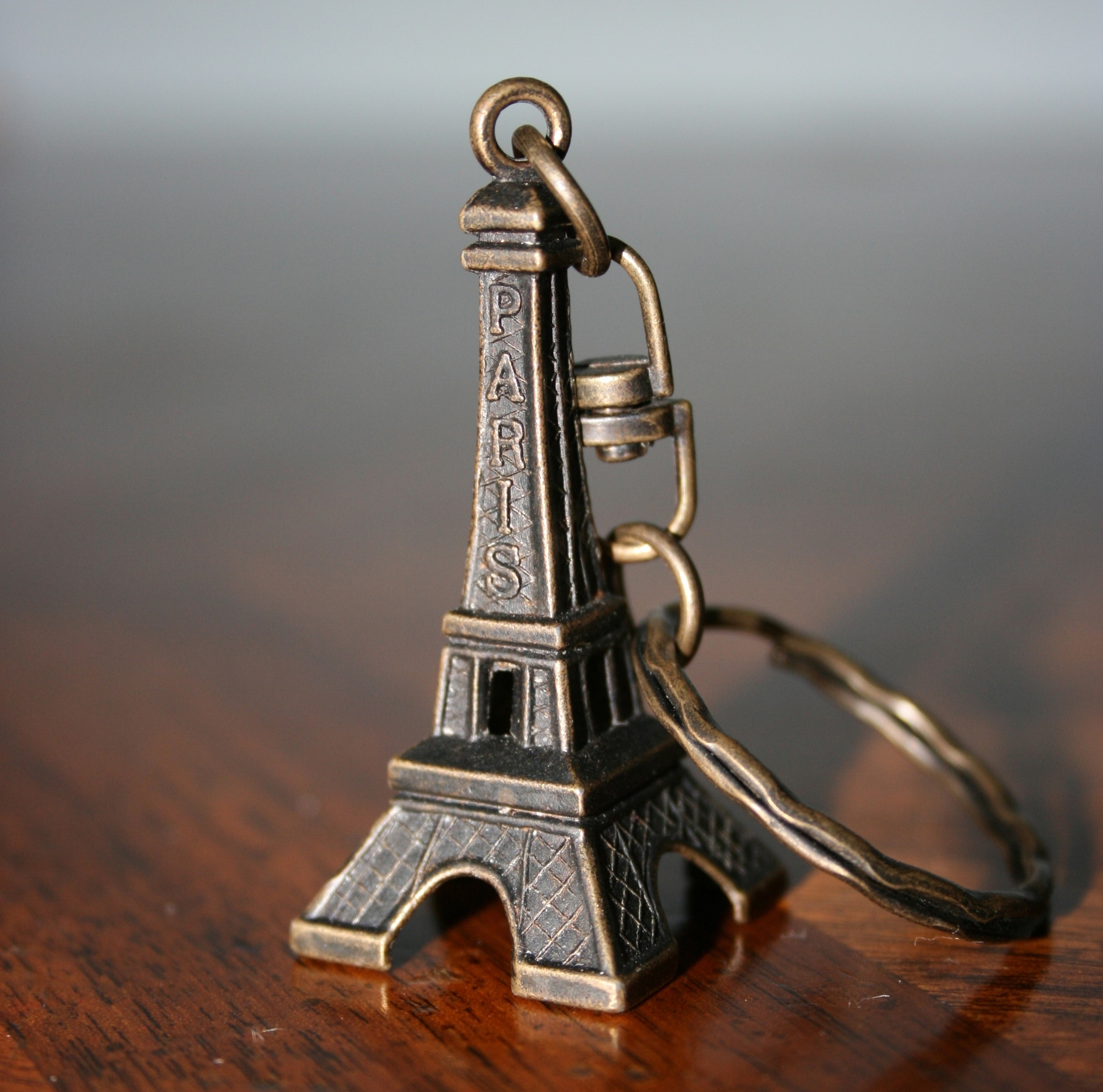
エッフェル塔を模した金属製キーホルダー
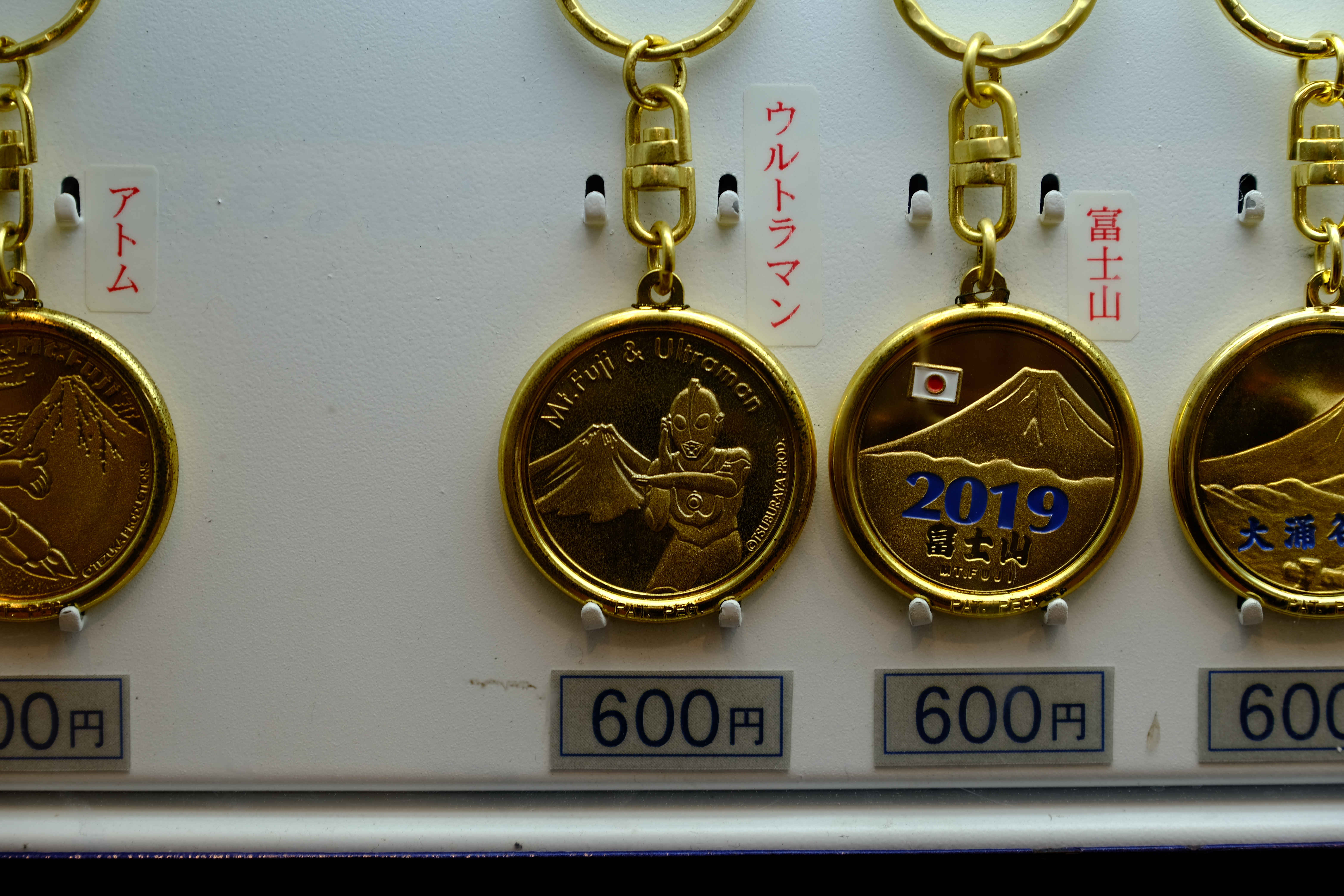
記念メダル
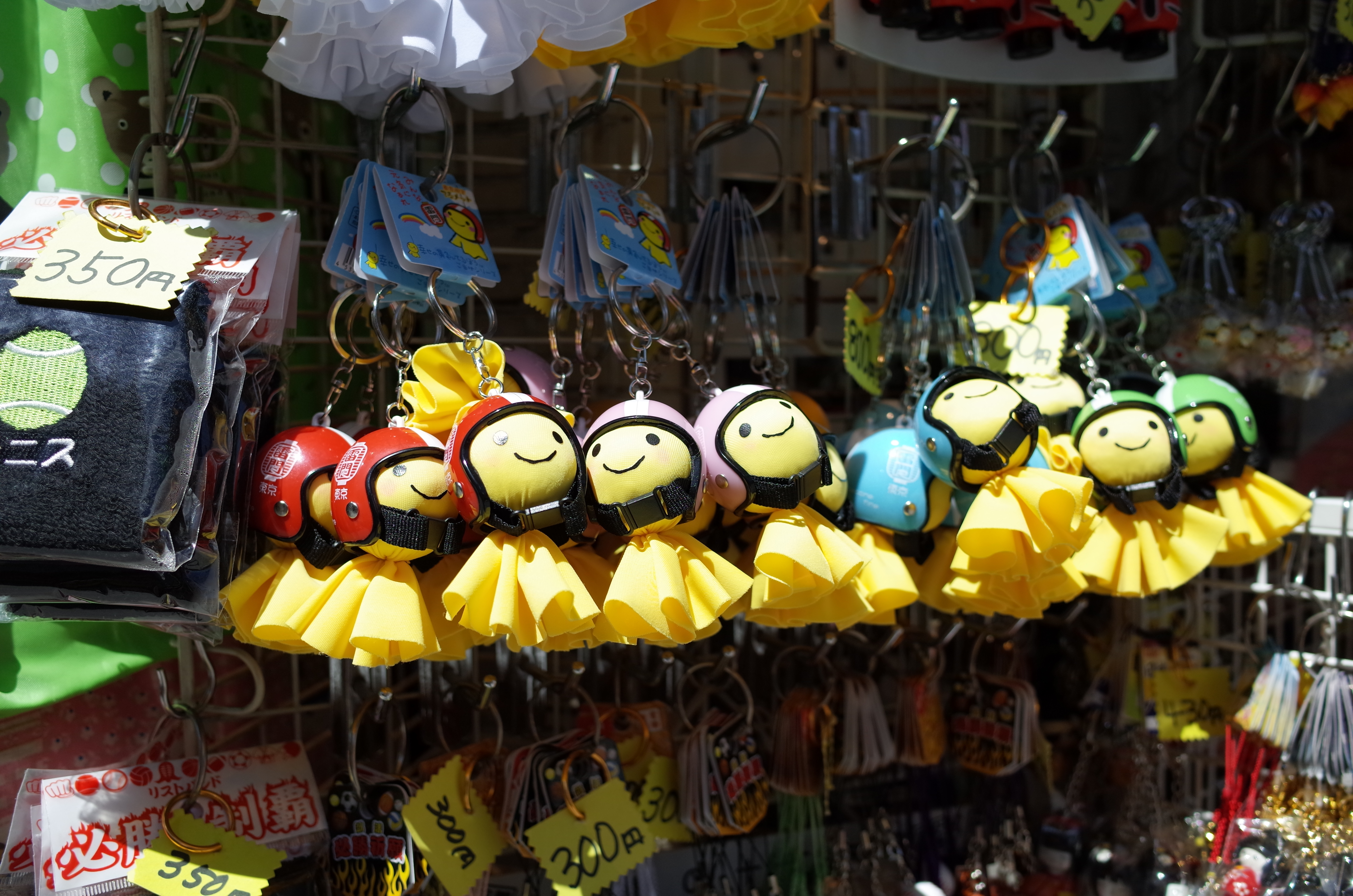
てるてる坊主
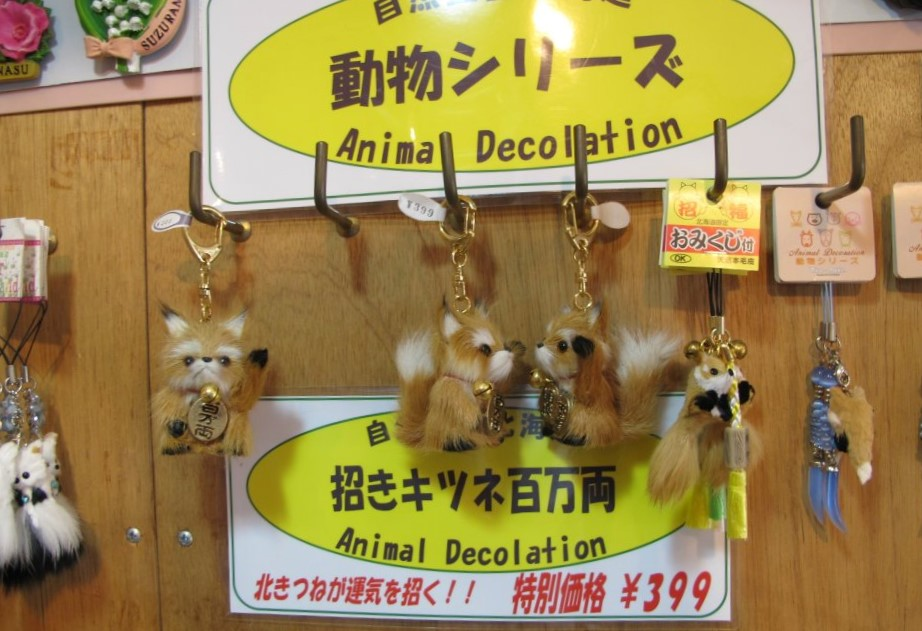
キツネのキャラクターのキーホルダー
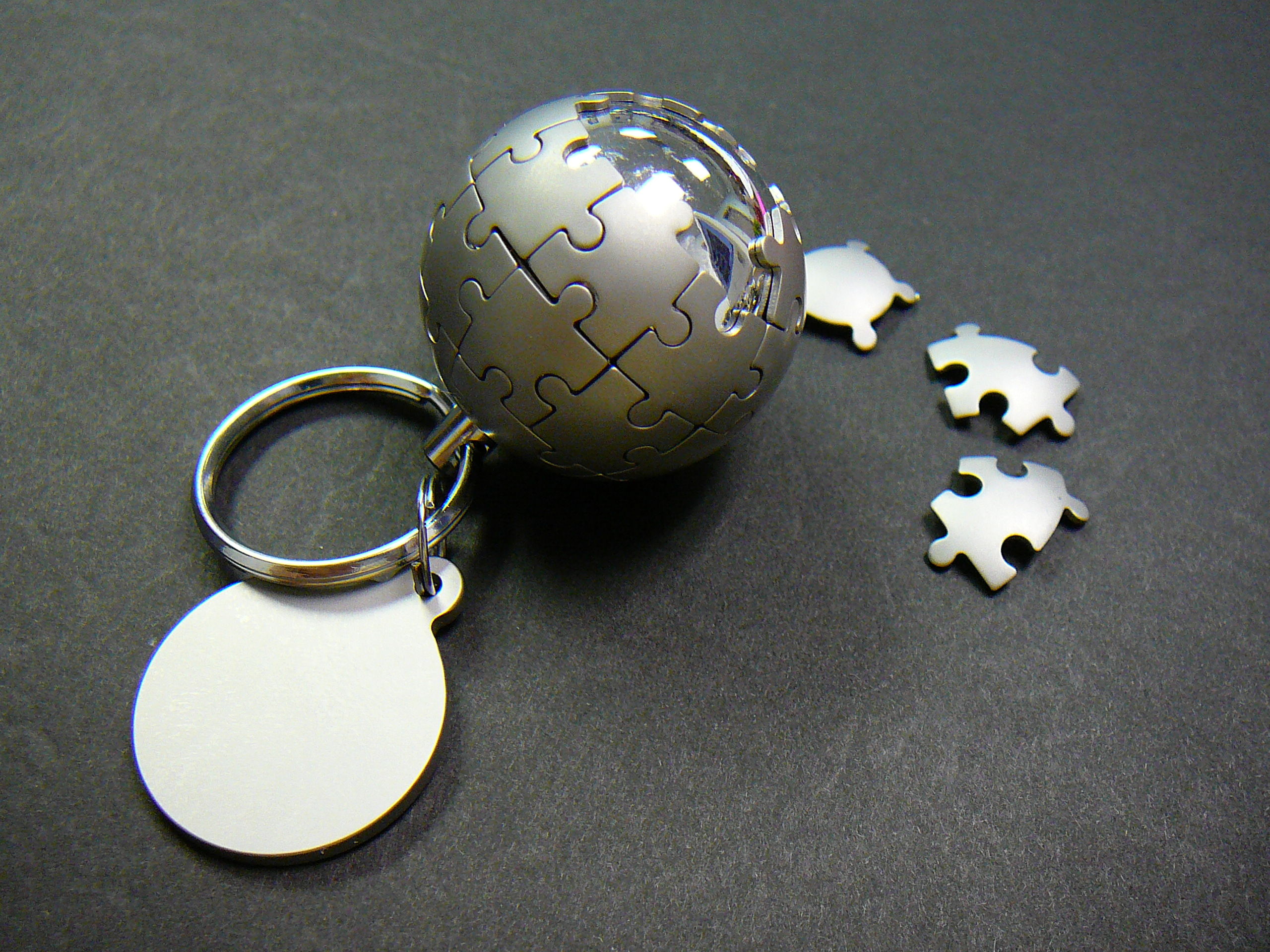
ウィキペディア・グローブを模したキーホルダー
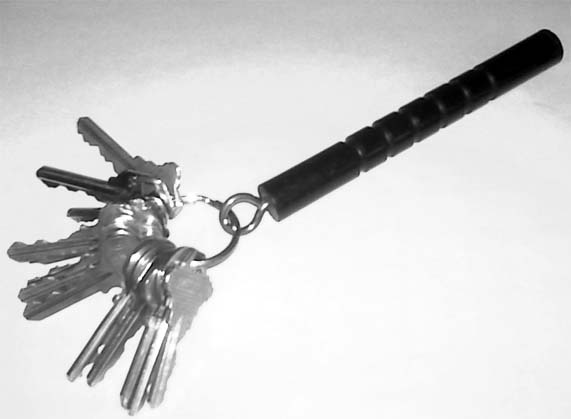
鍵を付けた状態のクボタン
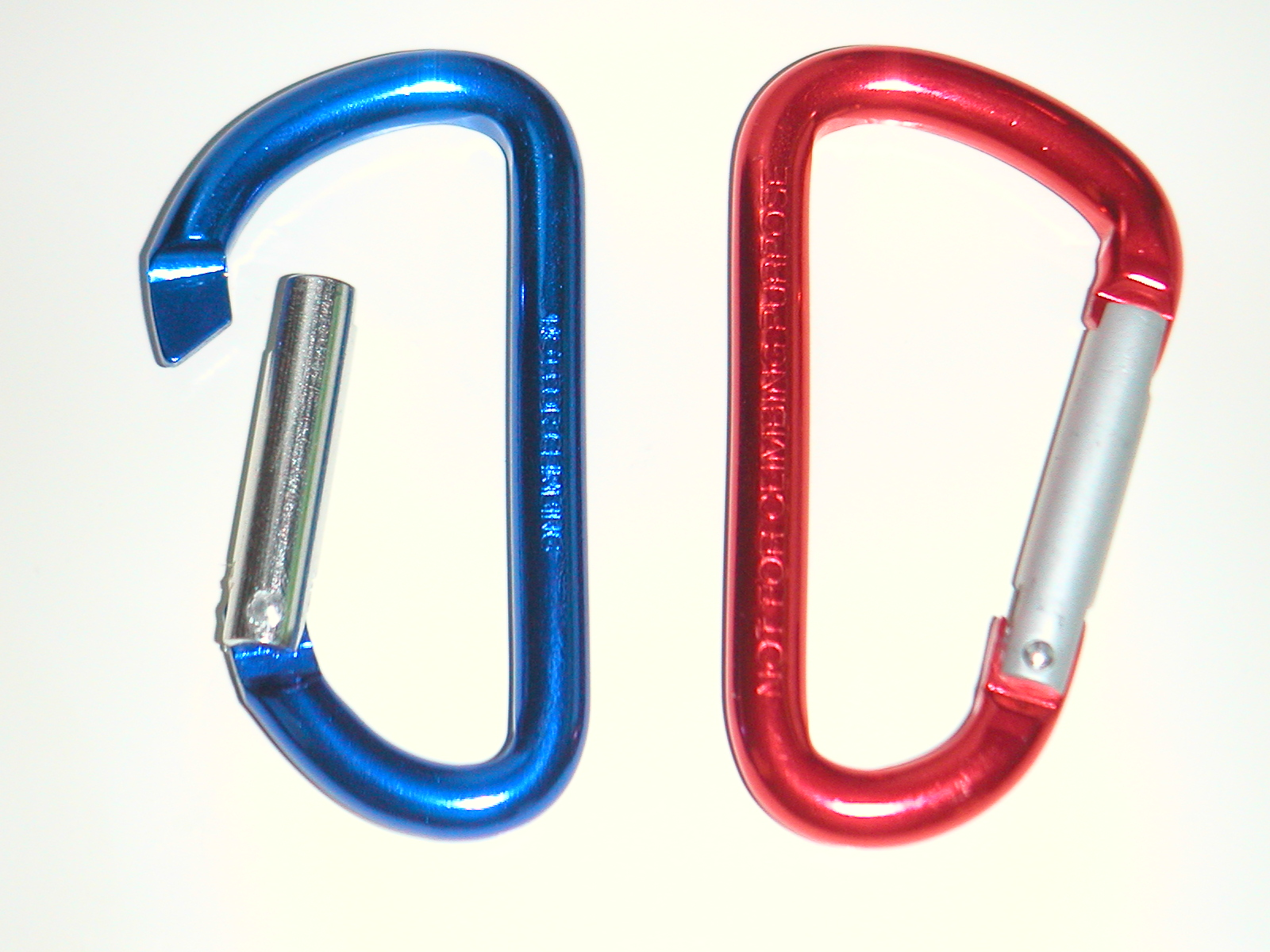
カラビナを模したキーホルダー（キーリング）
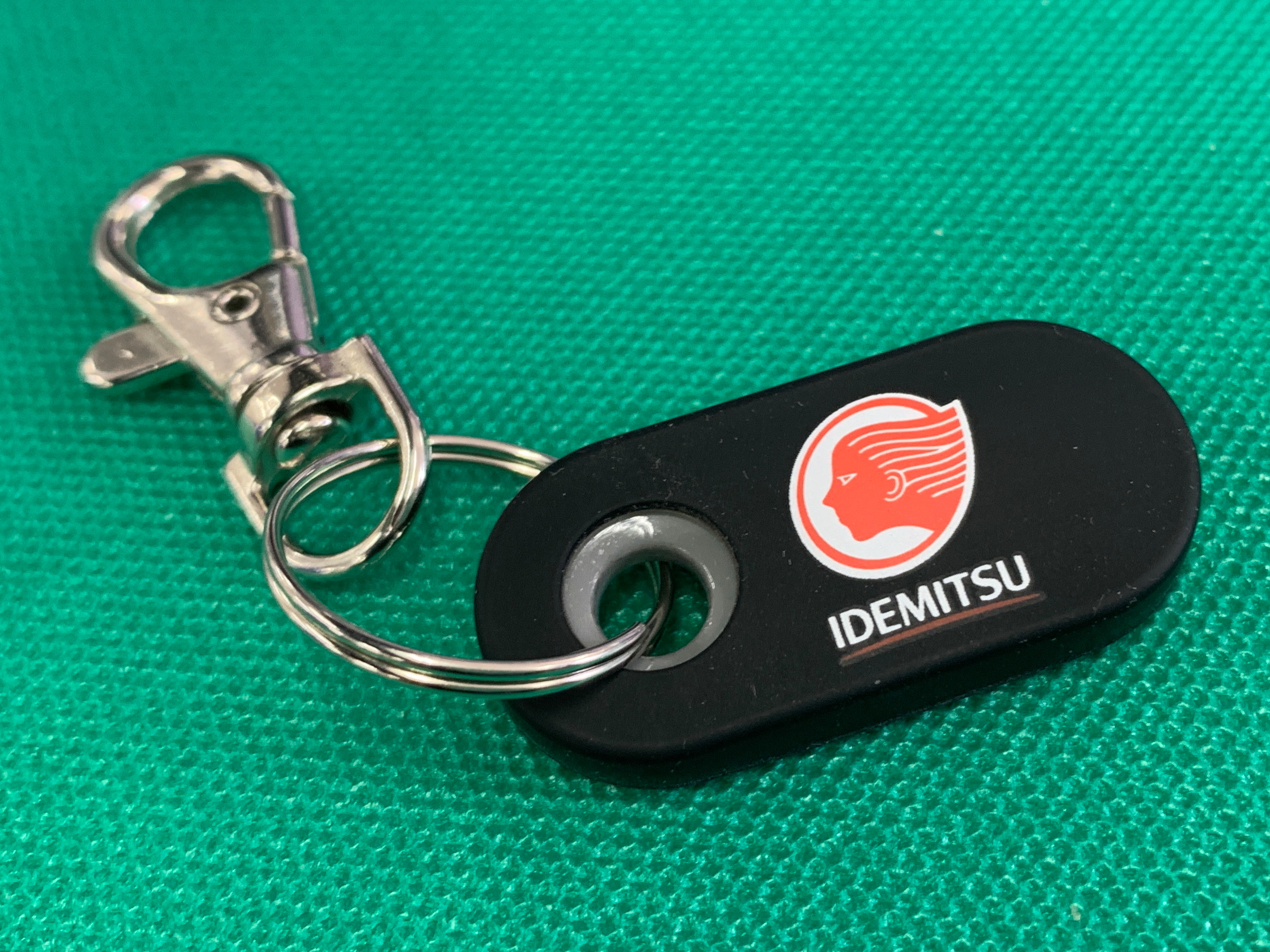
非接触ICチップを内蔵したキーホルダー

## 危険性
自動車において、必要以上に大型のキーホルダーや重いキーホルダー（多くのキーをぶらさげることを含む）を使用することは、運転者の脚部に接触してハンドル操作を誤らせるきっかけを作ったり、意図せずキーが回転する動作を招く可能性があり危険である。また、重いキーホルダーがイグニッションスイッチのセンサー類の動作を阻害し、死亡事故を招いた例も存在する（この事例は、結果的にリコールの対象となった（ゼネラルモーターズ大規模リコール (2014年)を参照））。